# União Brasileira de Compositores

Cristóvão de Abreu, Presidente da União Brasileira de Compositores em 1954.

A União Brasileira de Compositores, conhecida como UBC, é uma associação de gestão coletiva, que representa compositores, artistas e demais titulares filiados a elas junto ao ECAD, atuando de forma conjunta para que o trabalho dos artistas seja reconhecido e remunerado. Para receber direitos autorais de execução pública, os artistas e demais titulares precisam ser filiados a uma das associações e manter seu repertório sempre atualizado. Todas as informações referentes ao cadastro de obras musicais e fonogramas, assim como sobre valores distribuídos aos artistas, são concedidas diretamente pelas associações.
A UBC Foi fundada em 22 de junho de 1942 como uma união, especializada na administração dos direitos dos compositores musicais, objetivando principalmente a defesa e a distribuição dos rendimentos de direitos autorais, e o desenvolvimento cultural.
Fazem parte de seu quadro de associados os compositores, autores, editores musicais, intérpretes, músicos e produtores fonográficos (gravadoras). Fazem também parte da UBC artistas famosos como Milton Nascimento, Gilberto Gil, Caetano Veloso, Djavan, Chico Buarque, Ivete Sangalo, Mano Brown, Zeca Pagodinho, Alceu Valença, entre outros.
Uma de suas principais atividades atualmente é a de representar seus associados junto ao ECAD - Escritório Central de Arrecadação de Direitos Autorais, criado em 1973.
De acordo com pesquisas da UBC, apenas nove mulheres estão na lista dos cem maiores arrecadadores de direitos autorais na música brasileira. O levantamento mostrou ainda que os rendimentos como intérprete para as mulheres têm importância econômica de 25,1%, enquanto  para os homens tem 13,5%, e que ambos os gêneros faturam mais como compositores, no caso, os homens faturam 76,5%, e as mulheres 65,3%.
Desde 2017, a UBC homenageia anualmente compositores brasileiros através do Prêmio UBC. O primeiro vencedor do prêmio foi Gilberto Gil, Erasmo Carlos foi o homenageado em 2018, Milton Nascimento em 2019, e Alceu Valença em 2022

## Filiação
A UBC é uma associação sem fins lucrativos e a adesão à União Brasileira de Compositores é gratuita. A UBC é remunerada com uma porcentagem da arrecadação dos direitos autorais das obras de seus associados.

## Tradição
A UBC foi fundada por grandes nomes da música como Ary Barroso, Braguinha, Ataulpho Alves, Vicente Celestino, entre outros, e é a mais antiga sociedade de gestão coletiva de repertório musical do Brasil. Além disso, é membro da Confederação Internacional das Sociedades de Autores e Compositores – Cisac desde 1946.

## Paradas musicais

### Top 10 Streaming
A partir  de 6 de janeiro de 2019, a UBC começou a publicar rankings sobre as canções que mais são executadas por meio da contagem de streaming no país a partir dos dados exclusivos da Crowley Broadcast Analysis afim de dar mais destaque para os compositores do Brasil e fora.

### Top 10 Rádio
Na mesma data que foi lançado o Top 10 Streaming, a entidade também começou a publicar um ranking com as 10 canções mais tocadas nas rádios brasileiros, também por dados da Crowley Broadcast Analysis. O Top 10 Rádios é basicamente as das 10 primeiras músicas do chart Top 100 Brasil atualizado semanalmente no site da Crowley.